# Juan Carlos Dual
Juan Carlos Dual (Buenos Aires, 19 de febrero de 1933-Buenos Aires, 24 de agosto de 2015), nacido como Juan Carlos López Menghi, fue un actor de teatro, cine y televisión argentino.

## Biografía
En 1967, a los 34 años, después de separarse de la actriz y locutora Edith Boado, conoció a la también actriz Diana Maggi durante los ensayos de la obra La historia de la guita en el teatro Astral. Después de varias idas y venidas, convivieron desde 1976 en Buenos Aires. No tuvieron hijos.
Entre sus trabajos destaca el papel de Esteban en la telenovela Rosa de Lejos (1980), que logró un gran éxito en su época. Esta novela fue coprotagonizada por Dual junto a Leonor Benedetto y Pablo Alarcón. Ese mismo año también protagonizó el largometraje basado en la telenovela, Rosa de lejos. Falleció el 24 de agosto de 2015 a los 82 años.  Sus restos descansan en el panteón de la Asociación Argentina de Actores en el Cementerio de la Chacarita.

## Trayectoria

### Teatro
| Año | Obra                    | Personaje |
| --- | ----------------------- | --------- |
|     | La historia de la guita |           |
|     | El Camino a la Meca     |           |
|     | Hombre de confianza     |           |
|     | Fuego en el rastrojo    |           |
|     | Lulú                    |           |
|     | El bilingüe             |           |

### Cine
| Año  | Película                                | Personaje           | Detalles |
| ---- | --------------------------------------- | ------------------- | -------- |
| 1967 | Coche cama, alojamiento                 | Carlos Villar       |          |
| 1969 | Los muchachos de antes no usaban gomina |                     |          |
| 1969 | ¡Viva la vida!                          |                     |          |
| 1971 | La gran ruta                            |                     |          |
| 1972 | Estoy hecho un demonio                  |                     |          |
| 1972 | Vení conmigo                            |                     |          |
| 1974 | Seguro de castidad                      |                     |          |
| 1977 | Basta de mujeres                        |                     |          |
| 1979 | Donde duermen dos... duermen tres       | Juan                |          |
| 1979 | Hotel de señoritas                      |                     |          |
| 1980 | Rosa de lejos                           | Esteban Pasciarotti |          |
| 1981 | Visión de un asesino                    |                     |          |
| 1981 | Un terceto peculiar                     | Federico            |          |
| 1987 | El año del conejo                       | Sergio              |          |

### Televisión
| Año  | Título                         | Personaje             | Detalles |
| ---- | ------------------------------ | --------------------- | -------- |
| 1964 | El Amor tiene cara de mujer    |                       | Canal 13 |
| 1968 | Me llamo Julián, te quiero     |                       | Canal 9  |
| 1977 | La multifamilia                |                       | Canal 11 |
| 1979 | Somos nosotros                 |                       | Canal 9  |
| 1979 | Propiedad horizontal           | Eduardo Baigorria     | Canal 9  |
| 1980 | Rosa de Lejos                  | Esteban Pasciarotti   | ATC      |
| 1982 | Matrimonios y algo más         | Sr. Dial/"Adoré"      | Canal 11 |
| 1984 | Tal como somos                 |                       | Canal 13 |
| 1985 | Libertad condicionada          |                       | Canal 11 |
| 1988 | Vendedoras de Lafayette        |                       | Canal 9  |
| 1989 | No va más (la vida nos separa) |                       | Canal 9  |
| 1991 | Los Libonatti                  |                       | Canal 9  |
| 1994 | Alta comedia                   |                       | Canal 9  |
| 1995 | Matrimonios y algo más         |                       | Canal 9  |
| 2000 | Primicias                      | Salazar               | Canal 13 |
| 2001 | Yago, pasión morena            | Yamita/Franco Sirenio | Telefé   |
| 2007 | Son de Fierro                  | Don Martín Fierro     | Canal 13 |